# Kevin Owens
Kevin Yanick Steen (Saint-Jean-sur-Richelieu, 7 de maio de 1984) é um lutador canadense, com ascendência francesa de luta livre profissional, que atualmente trabalha para a WWE no programa SmackDown sob o ring name Kevin Owens.
Steen começou sua carreira como lutador aos 16 anos, em uma promoção independente do Canadá, seu país natal. Em 2004, ele fez sua primeira grande aparição pública na empresa Combat Zone Wrestling (CZW), onde conquistou por uma vez o Campeonato Homem de Aço da CZW. Ao mesmo tempo em que trabalhava para a CZW, Steen entrou na Pro Wrestling Guerrilla, em 2005 e é notório por conquistar por três vezes os dois principais títulos da empresa, o Campeonato Mundial da PWG e o Campeonato de Duplas da PWG (sendo duas destas com El Generico e uma com Super Dragon).
Ele obteve destaque na ROH e ao lado de El Generico, formou a dupla conhecida como Steenerico, conquistando por uma oportunidade o Campeonato de Duplas da ROH. Steen mais tarde ganhou a alcunha de "Wrestling's Worst Nightmare" (O Pior Pesadelo do Wrestling), e venceu o Campeonato Mundial da ROH em 2012 no pay-per-view Border Wars, se tornando campeão mundial pela primeira vez, e o perdeu em 5 de abril de 2013 para Jay Briscoe. Em 12 de agosto de 2014, a WWE anunciou a contratação de Steen, sob o ring name Kevin Owens. Ele foi mandado para o território de desenvolvimento da WWE o NXT, onde conquistou o Campeonato do NXT uma vez. Owens estreou no plantel principal em 18 de maio de 2015, tendo ganhado o Campeonato Intercontinental quatro meses depois.

## Carreira
Steen demonstrou seu primeiro interesse no wrestling profissional após assistir uma luta entre Shawn Michaels vs. Diesel na WrestleMania XI quando tinha 11 anos. Três anos depois, seus pais o permitiram a começar um treinamento com Serge Jodoin, um wrestler residente em Quebec, Canadá. No ano seguinte, ele começou a treinar com Jacques Rougeau e realizou sua primeira luta no seu aniversário de dezesseis anos, no dia 7 de maio de 2000. Steen treinou com Rougeau e em sua empresa de wrestling pelos quatro anos seguintes, além de trabalhar em várias outras promoções canadenses, com destaque para a International Wrestling Syndicate.

### Combat Zone Wrestling (2004-2006, 2008)

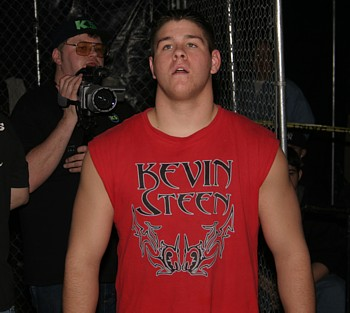
Steen em Dezembro de 2004

Steen fez a sua estreia na Combat Zone Wrestling em 10 de setembro de 2004, no evento High Stakes, onde enfrentou El Generico, Excess, e SeXXXy Eddy em uma Fatal Four Way Match, onde o último saiu vencedor. Ele continuou a fazer aparições na CZW até que mais tarde fez tag team com Generico para entrar em rivalidade com Super Dragon e Excalibur.
Em 14 de maio de 2005, Steen entrou no torneio CZW Best of the Best e avançou para as finais após derrotar Kenny the Bastard na primeira fase e Chris Hero na segunda. Ele acabou sendo derrotado na final, que foi outra Fatal 4-Way Match, que também contou com B-Boy, Super Dragon e Mike Quackenbush.
Alguns meses depois, Steen conquistou o seu primeiro título na CZW, derrotando Franky the Mobster para conquistar o CZW Iron Man Championship. Ele o defendeu por diversos meses, até perder para a lutadora LuFisto, um dia antes de completar um ano de reinado. Então, Steen entrou em uma turnê com a Dragon Gate e só retornou para a CZW em 2008, quando enfrentou Vordell Walker em uma luta que terminou em "No Contest".

### Pro Wrestling Guerrilla (2005-2011)
Enquanto lutava pela CZW, Steen entrou em contato com a Pro Wrestling Guerrilla (PWG) e em 13 de maio de 2005 fez a sua estreia, ajudando Excalibur a derrotar SuperDragon em uma Guerrilla Warfare Match, onde se revelou como o "falso Super Dragon", e começou a atacá-lo nos próximos meses. Em 6 de agosto, Steen venceu o PWG Championship após derrotar A.J. Styles no Zombies [Shouldn't Run]. Steen manteve o cinturão por quase quatro meses até perdê-lo para Joey Ryan no Chanukah Chaos (The C's Are Silent), após interferência de Super Dragon. A rivalidade de Steen com Dragon encerrou apenas no Astonishing X-Mas, onde ele foi derrotado em uma Guerrilla Warfare match.
Em 2006, Steen começou uma tag team com El Generico em busca do PWG World Tag Team Championship. Em 29 de julho de 2007, no Giant Size Annual #4, Steen e Generico derrotaram os então campeões PAC e Roderick Strong para se tornarem PWG World Tag Team Champions. Eles defenderam o título por quase três meses até perderem para a equipe de Davey Richards e Super Dragon até perder em 27 de outubro em Londres, como parte da PWG "European Vacation II" tour. Na noite seguinte, Steen anunciou uma parceria com PAC para enfrentar Dragon and Richards, e anunciou que caso perdesse, saíria da empresa por tempo indeterminado. Ele perdeu e acabou deixando a PWG.
No entanto, Steen retornou para a PWG e, junto com El Generico, conquistou os títulos por uma segunda vez, desta oportunidade derrotando The Dynasty (Joey Ryan e Scott Lost) em 22 de março de 2008, em uma impromptu match. Steen e Generico tornaram-se a primeira dulpa a participar do "Dynamite Duumvirate Tag Team Title Tournament" para defender os títulos em cada ltua do evento. No final do torneio, eles perderam para Jack Evans e Roderick Strong, encerrando assim o segundo reinado e a parceria entre ambos.
Em 11 de dezembro de 2010, Steen enfrentou Akira Tozawa em sua primeira luta pela PWG em dois anos. Em 29 de janeiro de 2011, Steen foi derrotado por Chris Hero no WrestleReunion. Naquela noite, ainda, após a realização de uma four-way tag team match para determinar qual dos quatro times entraria no DDT4, Steen entrou e atacou os vencedores, os RockNES Monsters (Johnny Goodtime e Johnny Yuma), antes de declarar que sua vontade era vencer tal torneio. Em 2 de fevereiro, a PWG anunciou que Steen formaria dupla com Akira Tozawa para ir em busca dos títulos no DDT 4. Na primeira luta do torneio, Steen e Tozawa, conhecidos como "Nightmare Violence Connection", derrotaram Briscoe Brothers (Jay e Mark Briscoe). Após uma outra vitória sobre os então ROH World Tag Team Champions, The Kings of Wrestling (Chris Hero e Claudio Castagnoli), Steen and Tozawa entraram para a final do torneio, onde foram derrotados pelos The Young Bucks (Matt e Nick Jackson).
No aniversário de 8 anos da PWG, em 23 de julho, Steen derrotou PAC primeiramente em uma singles match, antes de fazer dupla com CIMA para derrotar os PWG World Tag Team Champions, The Young Bucks, em uma non-title match. Após Claudio Castagnoli ter derrotado Chris Hero no main event daquela noite para reter o PWG World Championship, Steen o desafiou para uma luta pelo título; nesta, que foi a terceira luta de Steen no evento, ele conquistou o PWG World Championship pela segunda vez. No evento seguinte, dia 20 de agosto, Steen entrou no Battle of Los Angeles, derrotando Dave Finlay e Eddie Edwards nas lutas pelas quartas-de-final e semifinal, respectivamente. Naquela noite, Steen foi derrotado nas finais pelo seu velho rival El Generico. Em 10 de setembro, Steen fez sua primeira defesa do PWG World Championship, derrotando o anterior campeão, Davey Richards. Em 22 de outubro, Steen perdeu o PWG World Championship para El Generico em uma ladder match, após interferência dos The Young Bucks. Após a luta, Super Dragon fez sua primeira aparição em dois anos, para salvar Steen do ataque dos Young Bucks e os desafiar para uma Guerrilla Warfare match. Em 10 de dezembro, Steen e Dragon, conhecidos como "Appetite for Destruction", derrotaram The Young Bucks em uma Guerrilla Warfare match para conquistarem o PWG World Tag Team Championship. Em 17 de março, Steen derrotou El Generico e Eddie Edwards em uma 3-way match para conquistar o PWG World Championship pela terceira vez. Steen fez a sua primeira defesa de título em 21 de abril contra Sami Callihan após um desafio aberto. Em 25 de maio, Steen defendeu o PWG World Championship com sucesso contra Brian Cage-Taylor. Naquela mesma noite, Steen e Dragon perderam o PWG World Tag Team Championship, após Dragon sofrer uma fratura no tornozelo. Em 21 de julho no Threemendous III, nono aniversário da PWG, Steen fez a sua terceira defesa bem sucedida do PWG World Championship contra Willie Mack. Em 1 de setembro, Steen foi eliminado no Battle of Los Angeles na primeira fase por Ricochet, após uma distração de Brian Cage.

### Ring of Honor

#### Parceria e rivalidade com El Generico (2007-2009)
Em 17 de fevereiro de 2007, Steen estreou na Ring of Honor, fazendo dupla com El Generico onde foram derrotados pelos Briscoe Brothers. Em 14 de abril, Mark Briscoe retornou no meio de uma luta entre Steen e Generico e seu irmão Jay e Erick Stevens. Mark foi atacado pelos ambos, e foi pinado por Steen após um "Package Piledriver". Em 11 de maio, Steen (como heel) e Generico (como face) derrotaram Jason Blade e Eddie Edwards. No Respect is Earned, Steen e El Generico derrotaram Irish Airborne (Jake e Dave Crist), Pelle Primeau e Mitch Franklin, e Jimmy Rave e Adam Pearce em uma Tag Team Scramble dark match. Na mesma noite, Steen e El Generico entraram em um brawl com os Briscoe Brothers, encerrando com Mark Briscoe sofrendo uma concussão após ser acertado com uma cadeirada. No Driven, the Briscoe Brothers derrotaram Steen e El Generico para manter o ROH World Tag Team Championship. Steen e Generico sofreram três derrotas consecutivas para os Briscoes no Caged Rage em uma Steel Cage match, Manhattan Mayhem II em uma 2 out of 3 falls match, e no Man Up em uma ladder match. A única vitória de ambos aconteceu no Death Before Dishonor V Night 1 em uma Boston Street Fight, sem o título em jogo.

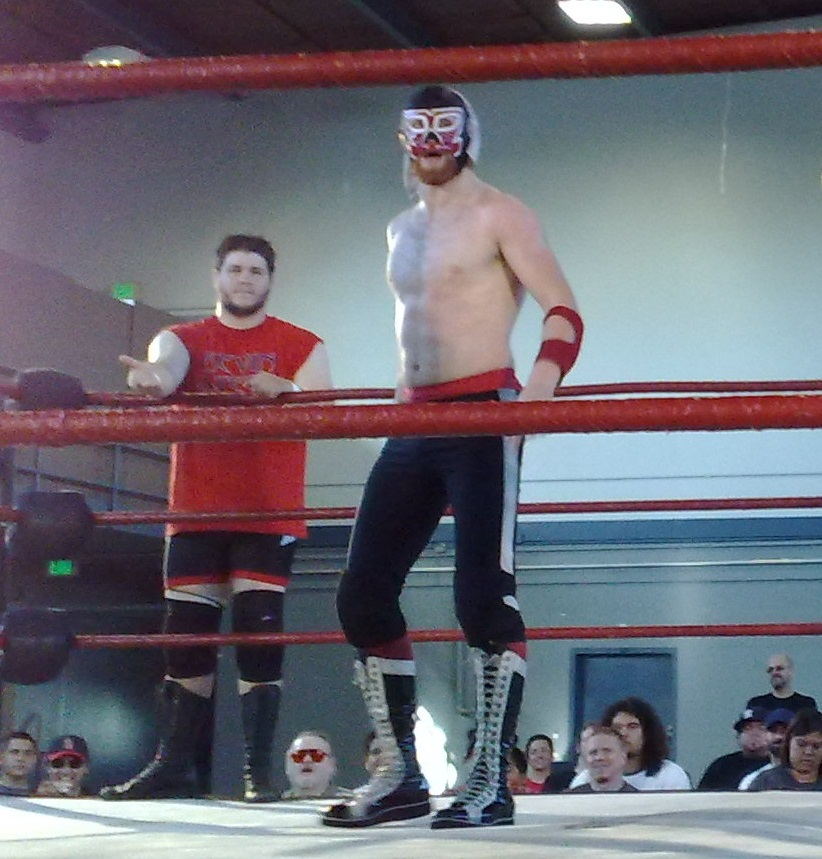
Steen (esquerda) e Generico (direita) no ringue

Em 6 de junho de 2008, Steen e Generico participaram de um torneio para coroar os novos campeões de duplas, onde eles derrotaram Go Shiozaki e ROH World Champion Nigel McGuiness na primeira fase e Chris Hero e Adam Pearce na semifinal, antes de perderem para Jimmy Jacobs e Tyler Black nas finais. Em 27 de junho, na cidade de Dayton, Ohio, Steen e Generico derrotaram The Age of the Fall, formada por Tyler Black e Joey Matthews quando Steen fez o pin em Matthews após aplicar um package piledriver. Em 25 de julho, Steen enfrentou o ROH World Champion Nigel McGuinness com o título em jogo, lutando em seu país natal, em Toronto, Canadá, porém foi derrotado. Nas gravações de um pay-per-view em 19 de setembro, em Boston, Steen e Generico derrotaram The Age of the Fall para finalmente conquistarem o ROH World Tag Team Championship. No entanto, eles perderam os cinturões para a The American Wolves (Eddie Edwards e Davey Richards) nas gravações de 10 de abril de 2009.
Em 19 de dezembro de 2009, no Final Battle 2009, primeiro pay-per-view ao vivo da ROH, após uma derrota para os Young Bucks, Steen teve um heel turn atacando seu parceiro de duplas El Generico. Steen então arrumou Steve Corino como seu novo parceiro. No pay-per-view seguinte, The Big Bang!, Generico e Cabana derrotaram Steen e Corino via desqualificação, após Steen usar uma cadeira de aço em seu ex-companheiro. Em 19 de junho, no Death Before Dishonor VIII, Steen derrotou El Generico em uma singles match. Em 11 de setembro, no Glory By Honor IX, Generico e Cabana derrotaram Steen e Corino em uma Double Chain match, quando Cabana forçou Corino a desistir. Após a luta, Steen retirou a máscara de El Generico e a colocou para venda no Ebay. Em 18 de dezembro daquele ano, no Final Battle 2010, Steen e Generico encerraram sua grande rivalidade em uma luta hardcore Fight Without Honor, onde Steen colocou sua carreira na ROH em jogo contra a máscara de Generico. Considerada uma das melhoras lutas da história do wrestling, Generico conseguiu derrotar Steen após aplicar uma cadeirada, fazendo com que Steen fosse banido da empresa. Alguns meses depois, em outubro de 2010, o contrato de Kevin Steen com a ROH foi oficialmente encerrado.

#### Wrestling's Worst Nightmare
Steen retornou para a ROH em 26 de junho de 2011, no Best in the World 2011, sendo introduzido por Corino, o qual se tornou face logo após a saída de Steen da empresa. Corino pedia uma nova chance para Steen, mas os oficiais da ROH falaram que ele deveria sair da arena caso não provasse o contrário. Após Corino ser derrotado por Michael Elgin, Steen subiu na rampa e o salvou de um ataque da House of Truth, mas acabou sofrendo um turn novamente e atacando Jimmy Jacobs. Após, Steen foi expulso da arena, enquanto Jim Cornette afirmou que ele nunca mais iria lutar pela ROH. A storyline continuou em 22 de julho, quando Steen supostamente invadiu a message board dos diretores da ROH e começou a exaltar a Pro Wrestling Guerrilla. Em 15 de setembro, essa rede foi supostamente hackeada por Steen onde ele postou um vídeo manifestando seu interesse de estar no Death Before Dishonor X. No evento, Steen interrompeu uma luta entre El Generico e Jimmy Jacobs e chamou Steve Corino, o qual naquela época estava lutando pelo Japão, antes de acertar um powerbomb em Jacobs na borda do ringue. Steen então foi confrontado por Jim Cornette e pelo presidente da ROH Cary Silkin, no qual ele tentou aplicar um Package Piledriver, antes de ser removido da arena pela segurança.
Na edição de 5 de novembro do Ring of Honor Wrestling, Steen reapareceu junto com o lutador da Ohio Valley Wrestling Christian Mascagni como seu advogado, falando que Jim Cornette iria sofrer punições pelas suas atitudes recentes. Na edição de 3 de dezembro do Ring of Honor Wrestling, Steen foi presenteado com uma luta contra Steve Corino no Final Battle 2011, na qual o seu futuro pela ROH estava em jogo. No evento, Steen derrotou Corino, garantindo assim sua permanência pela ROH. Após, ele aplicou um Package Piledriver em Jimmy Jacobs, árbitro especial da luta, antes de colocar El Generico em cima de uma mesa e aplicar o mesmo golpe. No final da noite, ele confrontou Davey Richards e prometeu se sagrar ROH World Champion em 2012. No 10th Anniversary Show, em 4 de fevereiro de 2012, Steen derrotou Jimmy Jacobs em uma No Holds Barred match e encerrou o pay-per-view com um outro confronto junto a Davey Richards. Steen continuou sua sequência de vitórias nos eventos Showdown in the Sun, primeiro derrotando El Generico, com ajuda de Jimmy Jacobs, em uma Last Man Standing match em 30 de março, e depois derrotando Eddie Edwards no dia 31 em uma singles match.

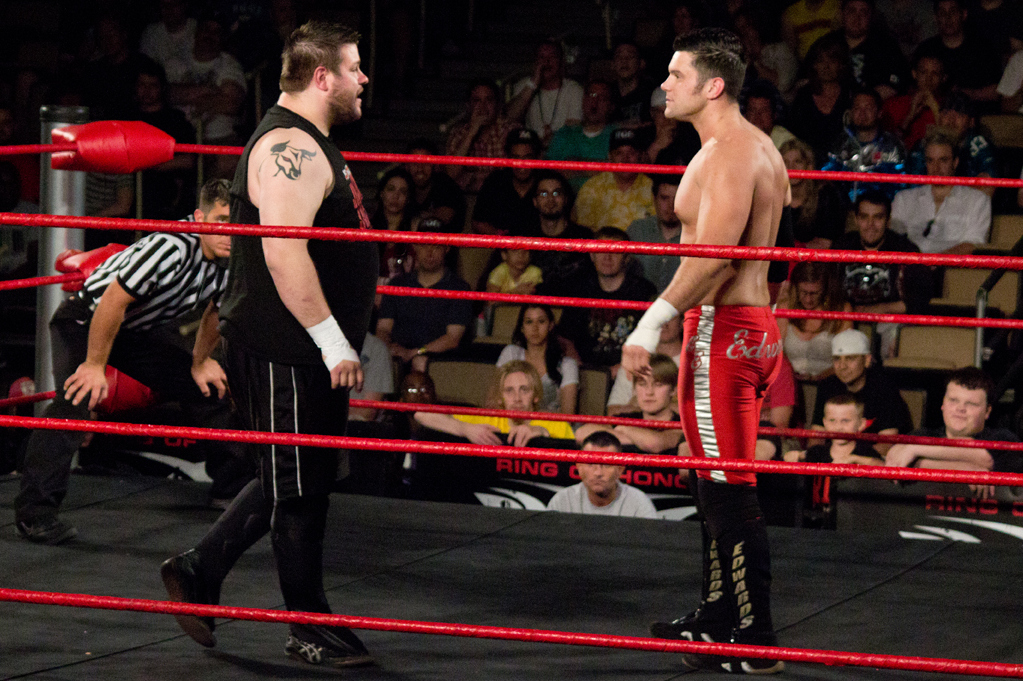
Steen frente a frente com Eddie Edwards no Showdown in the Sun em 2012

Em maio de 2012, no Border Wars, Steen derrotou Davey Richards para conquistar o ROH World Championship pela primeira vez, tornando ele o primeiro wrestler canadense campeão mundial na ROH. Após a luta, Steve Corino entrou no ringue e abraçou a Steen e Jacobs; e os três homens formaram uma stable chamada S.C.U.M. (Suffering, Chaos, Ugliness, and Mayhem). Steen fez sua primeira defesa de título no ROH Wrestling de 15 de junho, derrotando Eddie Edwards. Em 24 de junho, no Best in the World 2012: Hostage Crisis, Steen derrotou Davey Richards em uma Anything Goes Match para reter o título, com a estipulação de que essa seria a última chance de Richards pelo título enquanto Steen fosse campeão. No pay-per-view seguinte, Boiling Point, Steen defendeu seu título com sucesso contra o Chikara Grand Champion Eddie Kingston, e após a luta, atacou um "fã" no público para tentar concretizar seu heel turn, já que o público continuava a apoiá-lo. Em 15 de setembro, no Death Before Dishonor X: State of Emergency, Steen fez outra defesa de título bem sucedida, desta vez contra Rhino. Em 6 de outubro, uma luta pelo título entre Steen e Jay Lethal acabou em no-conteste na cidade natal de Lethal Nova Jersey, depois de Steen cuspir nos pais de Lethal, que estavam assistindo a luta. Sete dias depois, depois do pa-per-view Glory By Honor XI: The Unbreakable Hope, Steen fez uma defesa bem sucedida contra Michael Elgin. Depois disso, Steen ganhou uma caixa, que dentro tinha a máscara de El Generico. Em 16 de dezembro no Final Battle 2012: Doomsday, Steen defendeu com sucesso seu ROH World Championship frente ao retornante El Generico em uma ladder match. Em 2 de março de 2013, no 11th Anniversary Show, Steen derrotou Jay Lethal em uma luta grudge para reter seu ROH World Championship. Em 5 de abril no Supercard of Honor VII, Steen perdeu seu ROH World Championship para Jay Briscoe.

#### Últimas rivalidades (2013–2014)

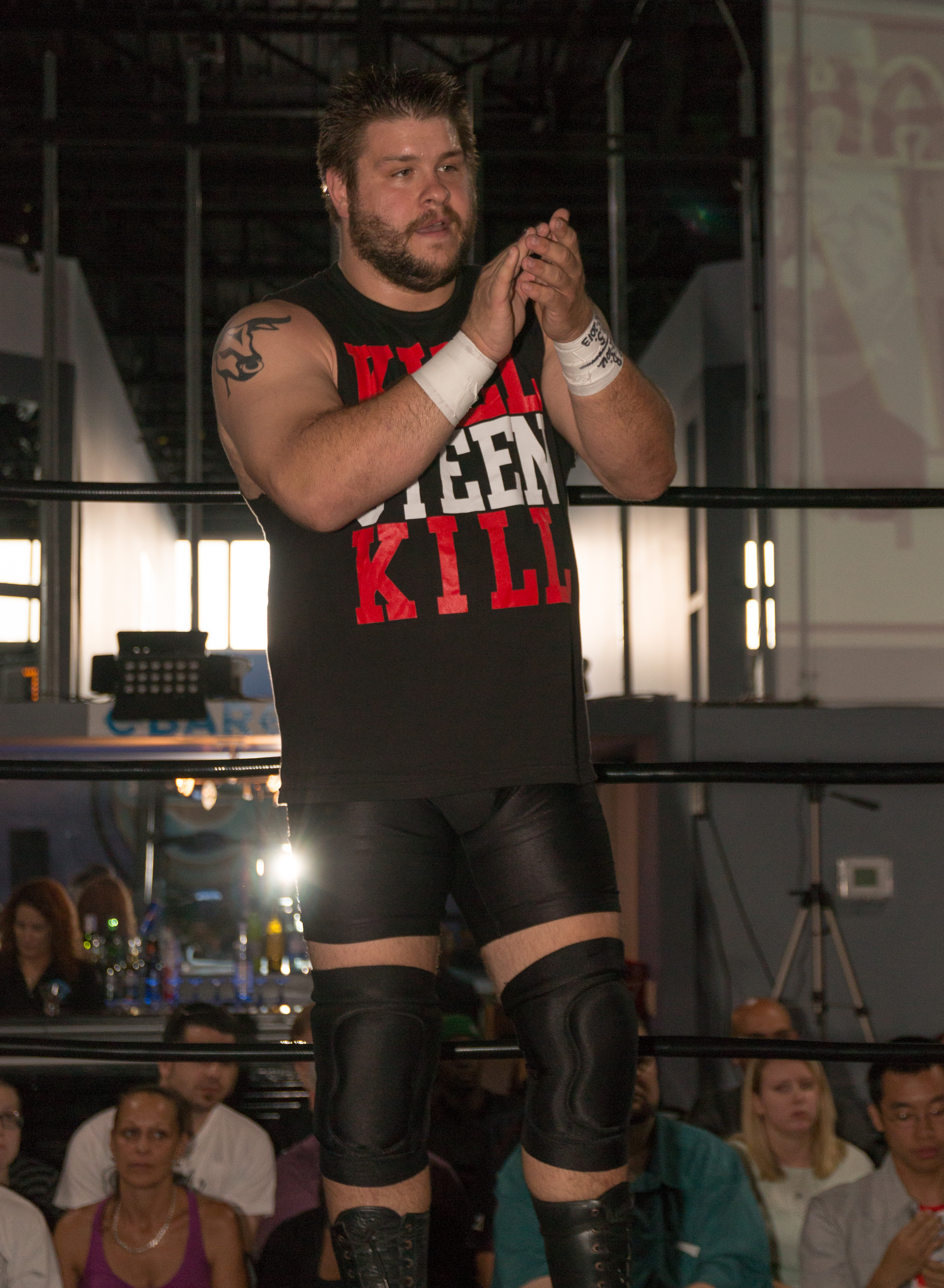
Steen em um evento da Ring of Honor em 2014

Na noite seguinte, nas gravações do Ring of Honor Wrestling, S.C.U.M. se virou contra Steen, com Corino anunciando que ele não seria mais visto na ROH novamente. Steen, no entanto, voltou a ROH em 4 de maio, lutando como um mocinho e substituindo Jay Lethal em um combate de tag team, onde ele e Michael Elgin enfrentaram os membros da S.C.U.M. Cliff Compton e Jimmy Jacobs. A luta terminou com Jacobs derrotando Steen para conseguir a vitória, depois de Elgin o abandonar. Steen continuou a sua rivalidade com a S.C.U.M. em 22 de junho no Best in the World, onde foi derrotado por Matt Hardy em uma luta sem desqualificação. No dia seguinte, Steen substituiu os Briscoe Brothers devido a lesões em uma luta Steel Cage Warfare, em que venceram e forçaram o grupo a sair da ROH, apesar da interferência de Corino e Hardy, quando ele derrotou Jimmy Jacobs para vencer a luta e destruir a S.C.U.M. Em 3 de agosto, Steen entrou em um torneio para coroar o novo Campeão Mundial da ROH que estava vago, derrotando Brian Kendrick em sua primeira rodada. Em 17 de agosto, Steen avançou para as semifinais do torneio com uma vitória sobre Roderick Strong. Em 20 de setembro, no Death Before Dishonor XI, Steen foi eliminado do torneio por Michael Elgin. Na sequência do torneio, Steen começou a rivalizar com Michael Bennett. Os dois se enfrentaram em 26 de outubro no Glory By Honor XII, onde Bennett foi vitorioso, após uma distração de sua namorada Maria Kanellis. Em 14 de dezembro no Final Battle 2013, Steen derrotou Bennett em uma luta Stretcher, onde o perdedor seria forçado a parar de usar o piledriver. Em 8 de fevereiro de 2014, Steen ganhou uma chance pelo Campeonato Mundial da ROH ao derrotar Jay Lethal, Michael Elgin e Tommaso Ciampa em uma luta fatal-four-way que determinaria o desafiante ao título. Steen recebeu sua luta pelo título em 10 de maio em Toronto no Global Wars, mas foi derrotado pelo campeão, Adam Cole. Depois de perder para Shinsuke Nakamura no evento coo-produzido pela Ring of Honor e New Japan Pro Wrestling War of the Worlds em 17 de maio, Steen anunciou que estava deixando a ROH. Isso o levou a ser insultado e atacado por Silas Young. Depois de derrotar Young em 22 de junho no Best in the World, Steen anunciou que o seu contrato tinha acabado há "um mês e meio". Nas gravações do Ring of Honor Wrestling em 19 de julho, Steen derrotou Steve Corino em sua última luta na ROH.

### WWE

#### NXT (2014–2015)
Em 12 de agosto de 2014, a WWE anunciou que Steen tinha assinado com eles e foi relatado que o mesmo começaria no seu território de desenvolvimento NXT em 25 de agosto. A ele foi dado o ring name de Kevin Owens, e em episódios do NXT começou a ser exibido vídeos promocionais de sua estreia; Owens detalhou que ele tinha lutado por 14 anos antes de ir para a WWE, tendo enfrentado (e formado uma amizade com) várias pessoas da WWE e do NXT em circuitos independentes (indys) anos atrás, mas a WWE assinou com eles primeiro. Agora que ele estava lá, Owens declarou que ele iria lutar contra qualquer um, porque a luta foi a melhor maneira que ele encontrou de sustentar a sua família.
No evento especial NXT TakeOver: R Evolution transmitido ao vivo no dia 11 de dezembro, Owens derrotou CJ Parker em sua estreia. Mais tarde naquela noite, quando Sami Zayn (o antigo El Generico) venceu o NXT Championship, Owens veio ao ringue para felicitar Zayn antes de aplicar um powerbomb no canto do ringue para se estabelecer como um heel (vilão). Em 18 de dezembro de 2014 no episódio do NXT, Owens lutou contra o  ex-campeão do NXT, Adrian Neville que acabou com uma dupla contagem, fazendo Owens aplicar um powerbomb em Neville depois da luta. Depois de mais um ataque pós-luta de Owens sobre Zayn, um Zayn irado exigiu uma luta contra Owens,  mas Owens se recusou a lutar a menos que fosse pelo título de Zayn. Zayn aceitou e um combate pelo título foi marcado para o NXT TakeOver: Rival em 11 de fevereiro de 2015. No evento, Owens conquistou o título (dois meses depois de estrear) de Zayn via KO, tendo aplicado 5 vezes o powerbomb em Zayn, fazendo o mesmo ficar se condições de continuar a luta. Owens ainda aplicaria seu sexto powerbomb mas foi interrompido pelo juiz que declarou Owens como campeão. Em 25 de março no episódio do NXT, ele manteve o título com sucesso contra o desafiante ao título, Finn Bálor. No NXT TakeOver: Unstoppable, a revanche de Owens contra Sami Zayn pelo título acabou em no-contest depois de Owens atacar Zayn sem parar, mesmo com este último lesionado, sendo parado pelo estreante Samoa Joe. Após semanas de tensões entre Owens e Joe, Owens enfrentou Joe em 17 de junho no episódio do NXT. A luta terminou em no-constest, e os dois começaram uma enorme briga e tiveram que ser separados. Em 4 de julho, no evento especial The Beast in the East realizado em Tóquio, Japão com transmissão do WWE Network, Owens perdeu seu título do NXT para Finn Bálor, e encerrou seu reinado em 143 dias.

### Plantel principal (2015-presente)
Owens fez uma aparição no episódio do Raw em 18 de maio, respondendo ao Open Challenge que John Cena estava fazendo pelo seu Campeonato dos Estados Unidos da WWE, em que Owens atacou Cena com um pop-up powerbomb, e em seguida pisou no título de Cena, mostrando total desrespeito com Cena que culminou em uma luta entre os dois no Elimination Chamber. No evento, Owens derrotou Cena por pinfall em uma vitória limpa. Uma revanche entre os dois foi marcada para o Money in the Bank, onde Cena derrotou Owens. Após a luta, Owens atacou Cena com seu pop-up powerbomb no canto do ringue. Na noite seguinte no episódio do Raw, Owens fez um desafio aberto que foi respondido por Dolph Ziggler porém sem o título em jogo, que terminou na vitória de Owens. Owens mais tarde, na mesma noite, atacou o rapper americano Machine Gun Kelly com um powerbomb perto da rampa de entrada, após este último fazer uma apresentação. Owens mais tarde desafiou Cena para uma luta pelo United States Championship, no Battleground, em 20 de julho, onde Cena venceu por submissão, para dar fim a feud. Depois da derrota para Cena, Owens começou uma feud com Cesaro, o derrotando duas vezes – no SummerSlam em 23 de agosto e em um episódio do Raw oito dias depois.

## Vida pessoal
Nascido e se desenvolvido na província de Quebec, Canadá, Steen participou de vários esportes, como hóquei no gelo, pólo aquático, futebol e beisebol. Ele nunca considerou em continuar uma carreira em algum esporte realmente competitivo, especialmente após sofrer uma lesão após uma partida de futebol aos 11 anos, e então resolveu se tornar wrestler profissional após assistir uma fita da WrestleMania XI junto com seu pai.
Steen é casado e tem um filho chamado Owen. Em maio de 2008, no fim do evento DDT4 Noite 1, Owen - que estava com seis meses naquela época - conquistou a sua primeira vitória como wrestler profissional após fazer o pinfall em Excalibur. Steen aplicou três package piledrivers no adversário e colocou seu filho em cima dele para que a contagem fosse feita com sucesso.

## No wrestling

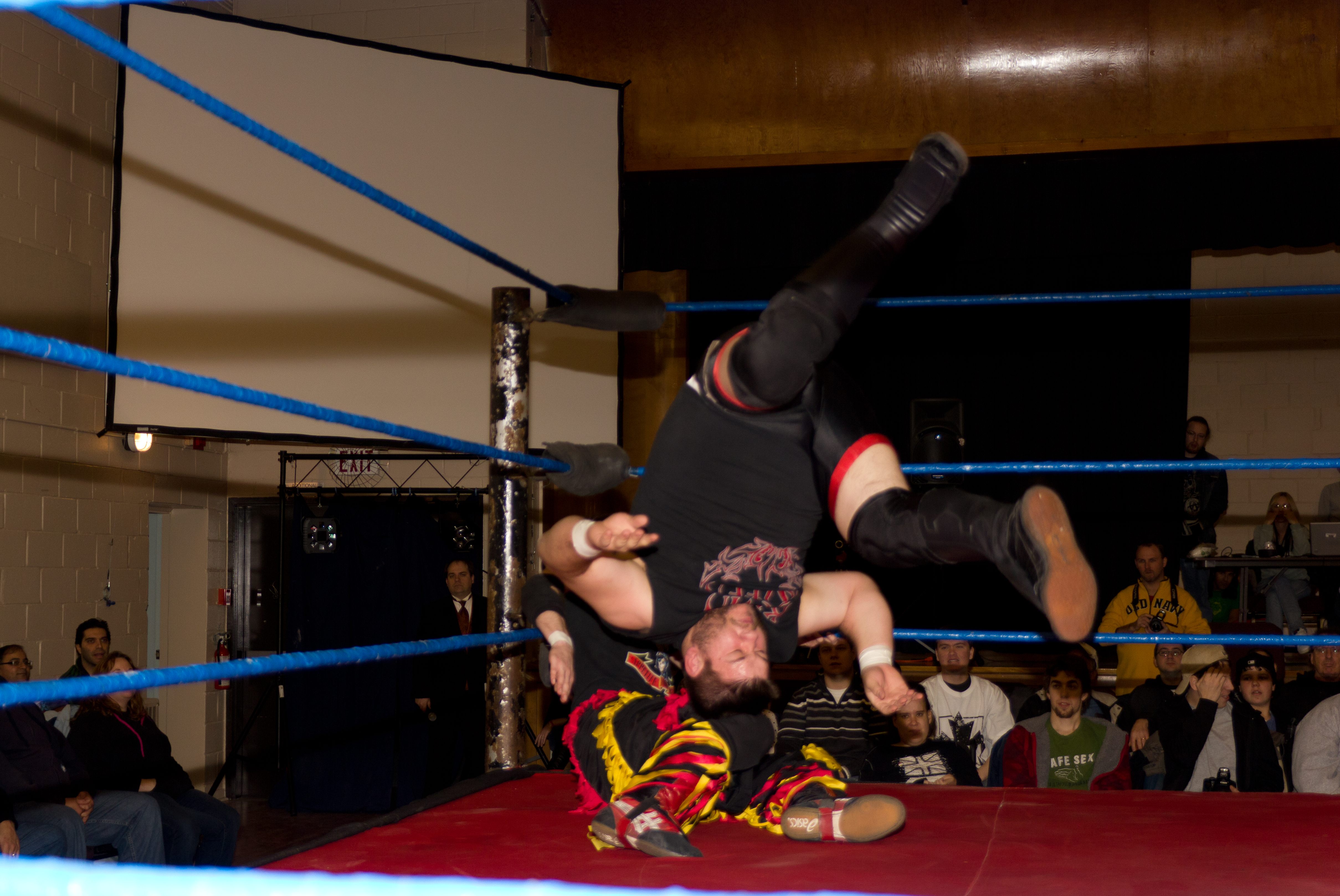
Steen aplicando um "Cannonball Senton".

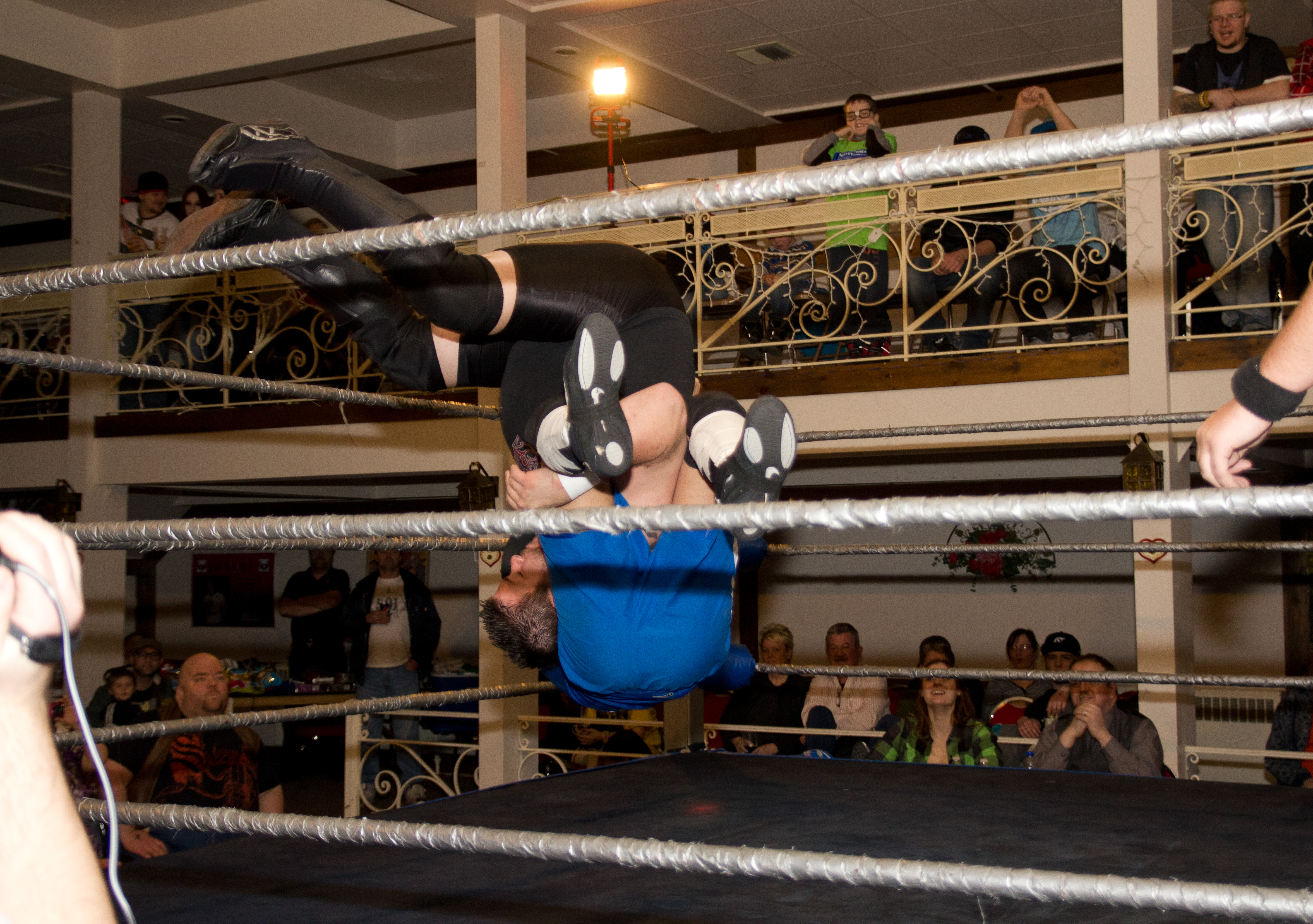
Steen aplicando um "Super rolling fireman's carry slam" com Alessandro del Bruno em seus ombros.

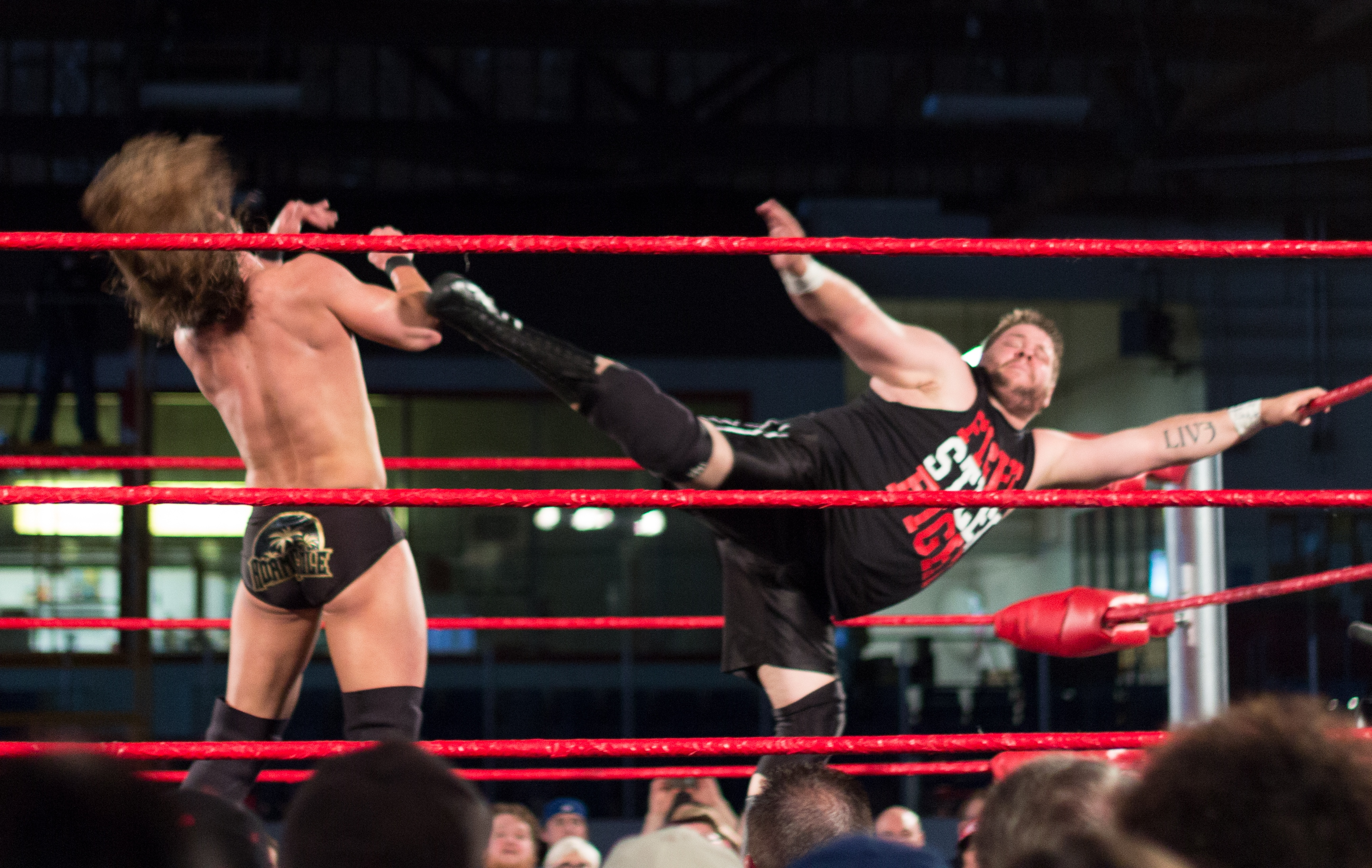
Steen aplicando um superkick em Adam Cole

- Movimentos de finalização
  - Como Kevin Owens
    - Lights Out[103] (Pop-up powerbomb)[6]
    - Stunner

  - Como Kevin Steen
    - Crossface[104] – 2010
    - F-Cinq (Fireman's carry facebuster)[8][105][106] – ROH; 2012–presente
    - Package piledriver[3]
    - Sharpshooter[7]
    - Steenalizer (Fallaway powerbomb)[3]

  - Movimentos secundários
    - Cannonball
    - Enzuigiri[3]
    - Go Home Driver Swinging side slam|Scoop lift spun out em um over the shoulder back-to-belly piledriver)[3]
    - High-angle senton bomb[3]
    - Moonsault[3]
    - Fisherman Buster no joelho[107]
    - Sidewinder Suplex (Swinging leg hook belly-to-back suplex)[108][109]
    - Sitout scoop slam piledriver[107]
    - Running Senton
    - Sleeper suplex[110][111]
    - Somersault leg drop[3][108]
    - Steen Breaker (Pumphandle neckbreaker)[108][112]
    - Superkick[3][108]
- Alcunhas
  - "Mr. Wrestling (Senhor Wrestling)"[7]
  - "The Anti-Christ of Pro Wrestling (O Anti-Cristo do Wrestling Profissional)"[7]
  - "Wrestling's Worst Nightmare" (O Pior Pesadelo do Wrestling)[8]
- Temas de entrada
  - "Tear Away" por Drowning Pool[113](CZW / PWG / ROH)
  - "Word Up!" por Korn[113](IWA-MS)
  - "Now You're a Man" por DVDA[113] (PWG)
  - "Better" por Guns N' Roses[113] (C*4 / IWS)
  - "Unsettling Differences" por Blue Smock Nancy[114] (ROH)
  - "Fight" por CFO$[115] (WWE/NXT; 11 de dezembro, 2014-presente)

## Títulos e prêmios
- Capital City Championship Combat
  - Campeonato da C*4 (1 vez)[116]

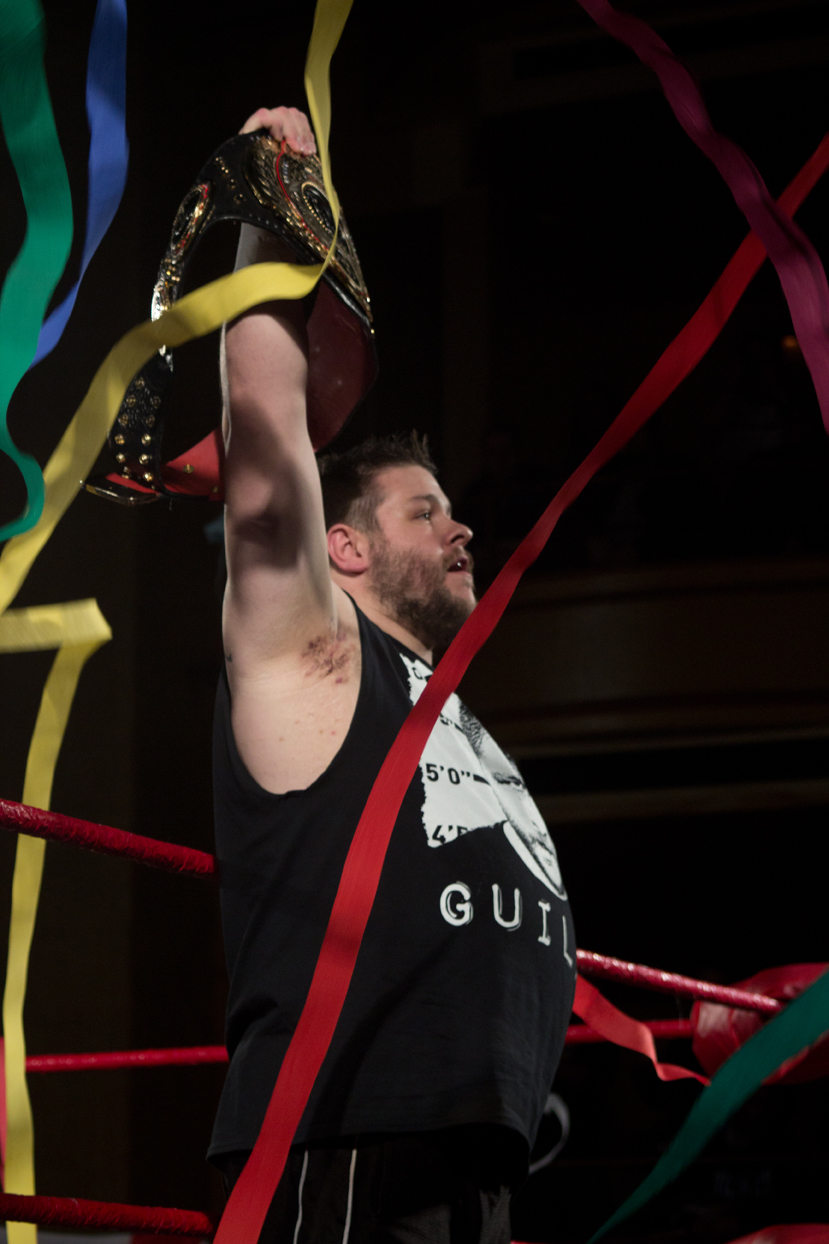
Steen como Campeão Mundial da ROH

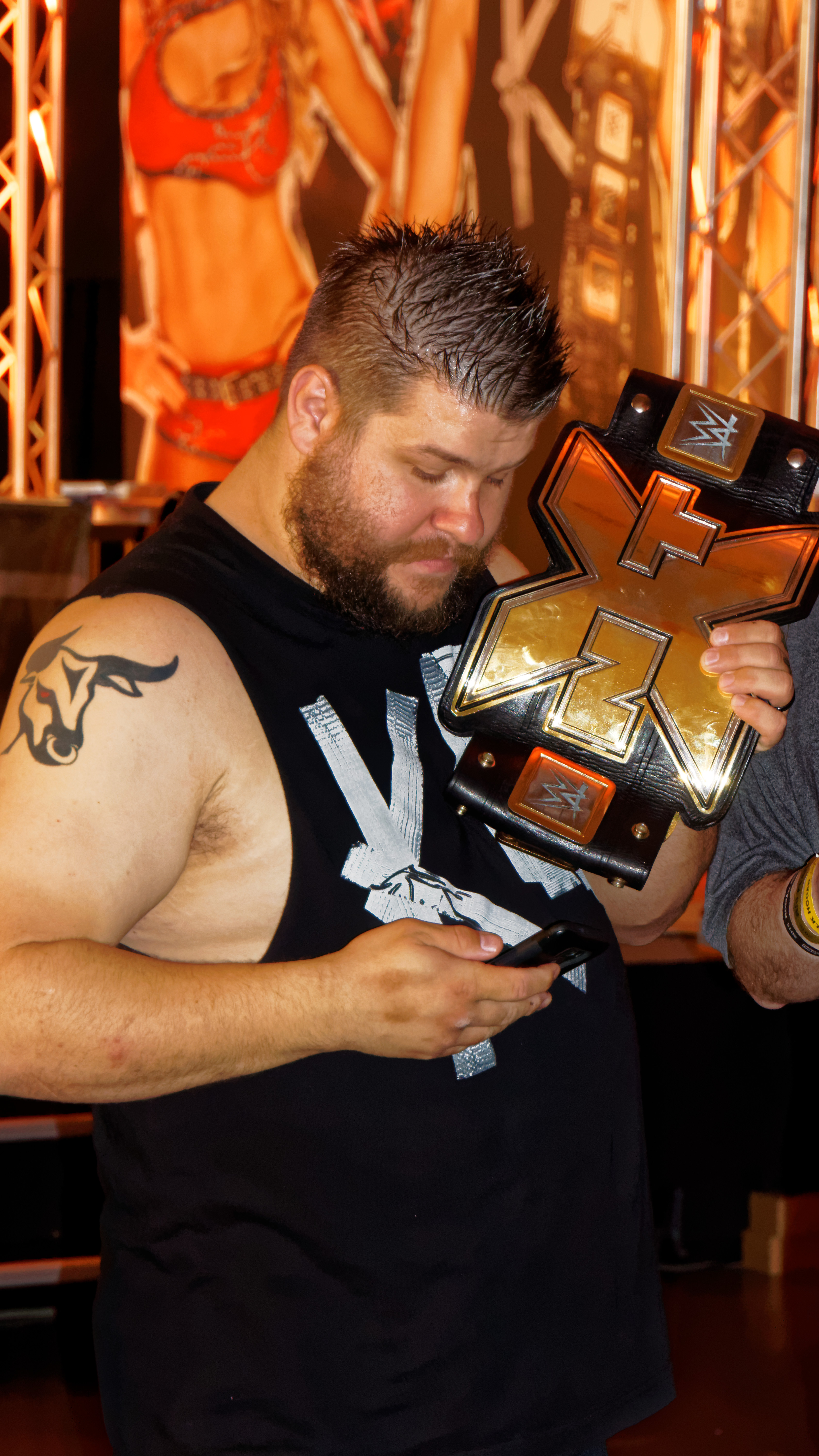
Steen (sob o ring name Kevin Owens) como Campeão do NXT.

  - Campeonato de Duplas da C*4 (1 vez) – com Mike Bailey[117]
- Combat Zone Wrestling
  - Campeonato Homem de Aço da CZW (1 vez)[118]
- Elite Wrestling Revolution
  - Campeonato de Pesos-Pesados da EWR (2 vezes)[3]
  - Torneio Elite 8 (2005)
- International Wrestling Syndicate
  - Campeonato Canadense da IWS (1 vez)[116]
  - Campeonato de Pesos-Pesados da IWS (3 vezes)[3][119]
- North Shore Pro Wrestling
  - Campeonato da NSPW (1 vez)[116]
- Pro Wrestling Guerrilla
  - Campeonato Mundial da PWG (3 vezes)[22][27][120]
  - Campeonato Mundial de Duplas da PWG (3 vezes) – com El Generico (2) e Super Dragon (1)[26][121][122]
- Pro Wrestling Illustrated
  - PWI o colocou como 3° dos 500 maiores lutadores individuais de 2017[123]
- Ring of Honor
  - Campeão Mundial da ROH (1 vez)[51]
  - Campeão Mundial de Duplas da ROH (1 vez) – com El Generico[32]
- SoCal Uncensored
  - Lutador do Ano (2005)[124]
- Squared Circle Wrestling
  - Campeão de Pesos-Pesados da 2CW (1 vez)[125]
- Wrestling Observer Newsletter
  - Melhor "Brawler" (2010–2011)[126][127]
  - Rivalidade do Ano (2010) vs. El Generico[126]
- WWE
  - WWE Universal Championship (1 vez)
  - WWE Intercontinental Championship (2 vezes)
  - WWE United States Championship (3 vezes)
- WWE NXT
  - NXT Championship (1 vez)

### Histórico em Lucha de Apuestas
| Apostado | Vencedor    | Perdedor    | Cidade                             | Data                   | Notas                                                                             | Ref    |
| -------- | ----------- | ----------- | ---------------------------------- | ---------------------- | --------------------------------------------------------------------------------- | ------ |
| Carreira | El Generico | Kevin Steen | Cidade de Nova Iorque, Nova Iorque | 18 de dezembro de 2010 | Máscara de El Generico vs. Carreira de Steen na Ring of Honor / Final Battle 2010 | [ 40 ] |